# Cenophengus magnus
Cenophengus magnus là một loài bọ cánh cứng trong họ Phengodidae. Loài này được Zaragoza miêu tả khoa học năm 1988.